# نهائي كأس ألمانيا 1991
نهائي كأس ألمانيا 1991 هي المباراة النهائية من منافسة كأس ألمانيا 1990–91، أقيمت المباراة في 22 يونيو 1991، في الملعب الأولمبي، بين فريقي فيردر بريمن، ونادي كولن، وفاز فيها فيردر بريمن، بعد أن هزم نادي كولن، بنتيجة 1 - 1، وكان حكم المباراة آرون شميدهوبر، وحضر المباراة 73000 شخصاً.

## تفاصيل المباراة
لعبت المباراة النهائية في 22 يونيو 1991.
| فيردر بريمن     | 1 -1 | نادي كولن        |
| --------------- | ---- | ---------------- |
| ديتر آيلتس 48 ' |      | موريس باناخ 62 ' |